# Bomolocha ramstadti
Bomolocha ramstadti là một loài bướm đêm trong họ Noctuidae.